# Schatzhaus der Sikyonier (Olympia)
Das Schatzhaus der Sikyonier ist das am besten erhaltene (bzw. rekonstruierte) der zwölf Schatzhäuser – so die Rekonstruktion von Wilhelm Dörpfeld – in Olympia. Es hat die Gestalt eines dorischen Antentempels mit den Grundmaßen 6,73 × 11,85 m auf einer zweistufigen Grundplatte. Ein umlaufender Triglyphenfries, rote und blaue Unterlegung des Frieses und Palmettenantefixe am First und den Traufen waren wohl der einzige Schmuck. Das Schatzhaus wurde ca. 470 v. Chr. oder etwas später  erbaut. Laut Pausanias 6, 19, 1 geht es allerdings auf eine Stiftung des Tyrannen Myron aus Sikyon zurück, der aber schon 648 v. Chr. in einem Wagenrennen gesiegt hatte, was mit der ermittelten Entstehungszeit des Schatzhauses schwer in Einklang zu bringen ist.
Pausanias schreibt: „[…] Dieses erbaute Myron, nachdem er in der 33. Olympiade mit dem Wagen gesiegt hatte, und in dem Schatzhaus ließ er zwei Schreine machen, den einen dorisch, den anderen von ionischer Arbeit. Dass sie aus Bronze gearbeitet sind, sah ich selbst […] In Olympia befinden sich Inschriften an dem kleineren der Schreine, betreffs des Gewichts der Bronze, dass es 500 Talente seien, und betreffs der Weihenden, dass es Myron und das Volk der Sikyonier seien.“ (Übersetzung von Ernst Meyer). Pausanias nennt noch weitere Weihegaben, die sich zu seiner Zeit in dem Schatzhaus befanden.
Im Schatzhaus von Sikyon wurden drei Diskoi aufbewahrt, die die Fünfkämpfer beim Diskuswurf verwendeten.